# 마스 헤르만센
마스 헤르만센(덴마크어: Mads Hermansen, 2000년 7월 11일~)은 덴마크의 축구 선수이다. 프리미어리그의 웨스트햄 유나이티드에서 골키퍼로 활동하고 있다.

## 어린 시절
덴마크 오덴세에서 태어난 그는 네스뷔 유소년팀에서 성장했으며, 10살 때 아킬레스건염을 앓은 후 필드 플레이어에서 골키퍼로 포지션을 변경했다.
2015년 9월, 브뢴뷔로 이적했다.

## 구단 경력

### 브뢴뷔
2019년에 1군으로 승격되어2020년 11월 5일에 열리 덴마크컵 경기에서 프로 데뷔전을 치렀다.
2021년 7월 18일, 오르후스 짐나스티크포레닝와의 경기에 출전해 덴마크 수페르리가 데뷔전을 치렀다. 그 다음 달인 8월 17일, UEFA 챔피언스리그 플레이오프 1차전에서 출전해 유럽대항전 무대에 데뷔했다.
2022년 12월 3일, 한 해 동안 활약을 바탕으로 2022년 브뢴비 올해의 선수상을 수상했다.

### 레스터 시티
2023년 7월 18일, EFL 챔피언십 구단인 레스터 시티와의 5년 계약을 발표했다.

## 국가대표팀 경력
16세 이하 부터 19세 이하까지 덴마크의 연령별 대표팀에 차출되었다.
2020년 11월, 덴마크 U-21 팀에 처음으로 차출되어 2021년 9월 7일에 2023년 UEFA 유럽 U-21 챔피언십 예선에서 카자흐스탄을 상대로  첫 출전했다.
2023년 6월, 9월, 10월에 걸쳐 열리는 UEFA 유로 2024 예선 경기를 위해 덴마크 A대표팀에 처음으로 차출되었다.